# Aristide Bergès
Pour les articles homonymes, voir Bergès.
Aristide Bergès (Laurent Arnaud Aristide Marcelin Bergès) né à Lorp-Sentaraille le  4 septembre 1833 et mort à Villard-Bonnot le 28 février 1904, est un industriel papetier et ingénieur hydraulicien français du XIXe siècle.

## Biographie
Aristide Bergès (son nom de baptême et d'état-civil est Laurent) est né en Ariège le 4 septembre 1833, dans une famille de papetiers; Son père, Pierre Bergès, est fabricant de papier à Lorp-Sentaraille (Ariège), lui-même issu d'une famille qui a démarré l'exploitation papetière pendant la Révolution, est reconnu comme l'un des premiers introducteurs en France de la machine à papier de Louis Nicolas Robert qui permet  de fabriquer du papier en continu  et non plus à la feuille.
Aristide fait ses études secondaires à Toulouse chez les Frères Chrétiens. À 16 ans il entre à  l'École Centrale des Arts et Manufactures de Paris et en est diplômé en 1852. Aristide retourne alors à Lorp mais les mauvaises relations avec son père le conduisent à quitter la papeterie  pour entrer dans une Compagnie de chemins de fer. Contre l'avis de son père il se marie avec  Marie Cardailhac, son amie d'enfance, le 27 septembre 1856, en l’église Saint George the Martyr à Southwark, dans le sud de Londres.
Aristide réalise le prototype d'un circuit de râperie de bois en 1864 qu'il installe l'année suivante à Mazères-sur-Salat (Haute-Garonne), s'étant associé avec Isidore Janole, propriétaire d’une petite entreprise spécialisée dans le papier à cigarettes.
En 1869, Aristide Bergès installe une râperie de bois à Lancey en Isère où il utilise l'énergie hydraulique pour faire fonctionner ses défibreurs (appareils râpant le bois afin d'en faire de la pâte à papier). Il établit à cet effet une conduite forcée de 200 m de dénivelé, dont l'eau captée fait tourner une turbine, entraînant les défibreurs.
Aristide Bergès embauche ses premiers ouvriers dès 1868. On retrouve le patronyme de ces employés (Messieurs Faure-Cure, Piraud, Bernard et Marcelot. Faure-Cure) au sein des minutes d'un procès relatant des faits qui se sont déroulés entre 1869 et 1870, à savoir un éboulement sur la centrale créée par Bergès.
En 1882, Aristide Bergès souhaitant ajouter une unité de papeterie à sa râperie met en place une conduite forcée de 500 mètres de dénivelé et adjoint une dynamo Gramme à ses turbines pour produire du courant électrique.
Sans cesse à la recherche de force motrice, il envisage de faire des travaux sur le lac du Crozet (1 968 mètres), situé dans la chaîne de Belledonne et alimentant le ruisseau de Lancey sur lequel ses conduites sont raccordées. En 1884, il gagne un procès sur la dérivation des eaux et ses créanciers lui donnent l'autorisation de faire le barrage dont il rêve. Il installe un siphon à 6 mètres sous la surface du lac afin de pouvoir en récupérer l’eau en hiver et fait construire un muret, côté aval, afin de le transformer en véritable lac de retenue et augmenter la réserve d’eau utilisable, afin de garantir le débit du torrent de la combe de Lancey. Le 30 août 1885, le conseil municipal de La Combe-de-Lancey donne son autorisation à l'installation du siphon. Le 29 juin 1888, le conseil municipal de La Combe-de-Lancey donne son autorisation à la construction du barrage, moyennant une somme de 12 000 francs. Aristide Bergès qui fit construire le barrage, qui fut terminé en 1892. Des petits aménagements de lacs, pour en relever un peu le niveau avaient été conçus avant dans le massif des Vosges, en 1836 au lac Vert et au lac des Truites et en 1859 au lac Noir et au lac Blanc.
En 1891 et 1896, il installe deux nouvelles conduites forcées de 500 mètres de dénivelé sur le ruisseau du Vors (ou de Saint-Mury). L'énergie supplémentaire lui permet de faire fonctionner deux nouvelles machines à papier. Les papeteries de Lancey, devenues Papeteries de France, qui continuent de produire quelque 100 000 tonnes de papier par an, deviennent célèbres et l'énergie hydraulique s'étend à toutes les Alpes du Nord. Devant les résultats industriels, l'expression « houille blanche » connait un succès foudroyant.
En 1894, les pouvoirs publics prennent l'affaire au sérieux et le Service des forces hydrauliques est créé au sein de l'administration des Ponts et Chaussées.
Il est enterré à Toulouse, avec sa femme Marie Cardailhac.
La demeure bourgeoise qu'il fait construire au pied de ses papeteries, à Lancey, appartient désormais au réseau des musées du département de l'Isère (Maison Bergès).

## La turbine hydraulique
Dans la mesure où l’on pouvait disposer désormais d’un matériau doté de propriétés physiques améliorées, l’acier, puis des aciers spéciaux, il devenait possible d’utiliser la turbine hydraulique dans des conditions différentes. Avant 1848, avec Uriah Boyden et James Bichens Francis, on avait songé à installer des chutes hautes, à grande puissance et à grand débit. Il semble que les premiers essais aient été faits pour actionner des défibreurs de papeterie qui exigeaient de grandes puissances. Amable Matussière (1828-1901) à Domène (1870), Alfred Fredet à Brignoud (1871), J. Horteur à Saint-Rémy-de-Maurienne (1878) furent les précurseurs.

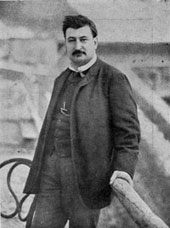
Portrait d’Aristide Bergès (1833-1904).

En 1864, Aristide Bergès dépose le brevet d'un défibreur à pression hydraulique qui va remplacer rapidement l'appareil de Voelter (en). Il décide de s'installer en Isère dans le Grésivaudan en 1867 en association avec son ancien condisciple, le papetier Amable Matussière. Il y crée pour son compte une usine de pâte à papier avec l'appui financier d'un notable local et de sa famille. Il choisit le site de La Gorge de la combe de Lancey où coule un ruisseau de faible débit. C'est en raison de ce handicap géographique, qu'il va rechercher la puissance motrice qui lui manque. Il invente ce qu'il appellera plus tard la houille blanche en faisant fonctionner pour la première fois une turbine par la seule force de l'eau (500 ch) obtenue grâce à une chute de 200 m.
En 1882, il réussit à passer à 1 200 ch avec une chute de 480 m. La Gorge est un lieu-dit limitrophe des communes de Sainte-Agnès et de Saint-Mury-Monteymond, situé au pied du Pic de Belledonne. En raison du fort dénivelé le reliant au Lac Blanc, où coule le torrent du Vorz, furent installées les premières conduites forcées. Ayant bénéficié des travaux d'Aristide Bergès, Saint-Mury-Monteymond, dans le département de l'Isère aurait été (de source locale), le « premier village de France à avoir été éclairé par la lumière électrique. »

## La houille blanche
Bergès est aussi un excellent communicateur : la formule de « houille blanche » développée à Grenoble à partir de 1878 au cours de réunions locales, puis à la foire de Lyon en 1887, est définitivement popularisée lors de l'Exposition universelle de Paris de 1889, où Bergès en fait l'expression populaire pour caractériser la puissance hydraulique sous toutes ses formes : 

« Les glaciers des montagnes peuvent, étant exploités en forces motrices, être pour leur région et pour l'État des richesses aussi précieuses que la houille des profondeurs. Lorsqu'on regarde la source des milliers de chevaux ainsi obtenus et leur puissant service, les glaciers ne sont plus des glaciers ; c'est la mine de la houille blanche à laquelle on puise, et combien préférable à l'autre. »

Et il annonce « cinq millions de chevaux pour les Alpes seules ». Il reçoit à cette occasion un troisième prix international et sera fait chevalier de la Légion d'honneur.
Dans la région sera fondée la Société d'Éclairage du Grésivaudan en 1899 et la Société d'Hydroélectricité de Laval (1906). Son fils Maurice Bergès a fondé à Lancey en 1907 la Société Hydroélectrique de l'Eau d'Olle, qui sera à l'origine de la construction dès 1909 de la première ligne à haute tension de 60 kV entre Grenoble et Saint-Chamond, l'un des premiers grands équipements électriques du pays.

## Un esprit progressiste

Affiche de la Papeterie Bergès du 1921 (Collection du Musée dauphinois).

Esprit positiviste et républicain de la première heure, il considère que le progrès technique doit servir au progrès social. Il fait installer l'électricité dans les maisons du hameau de Lancey ; puis pousse la municipalité de Grenoble à une expérience d'éclairage public à l'occasion du 14 juillet 1882.
En 1896, il fonde la Société d'éclairage électrique du Grésivaudan. Non content de fournir de l'électricité à bas prix à toute la vallée, il alimente la ligne de tramway de Grenoble à Chapareillan.
Patron progressiste, il organise tout un ensemble de services pour les ouvriers de son usine et leurs familles. Lors de sa création, le syndicat des ouvriers papetiers de Lancey saluera « la part qu'il a prise dans l'émancipation ouvrière ».
En butte à des conflits avec des propriétaires riverains des ruisseaux de montagne déprivés d'eaux, les dernières années de sa vie seront assombries par des procès à répétition. Malade et affecté par ces procès, mais soigné avec dévouement jusqu'à son dernier jour par sa fille, il meurt le 28 février 1904 et est enterré à Toulouse au cimetière de Terre-Cabade. Ses papeteries créées à Lancey (commune de Villard-Bonnot) seront développées par ses enfants Achille, Georges et Maurice. Ce dernier s'est aussi fait connaître comme homme politique et comme peintre en Savoie.

## Hommages et postérité

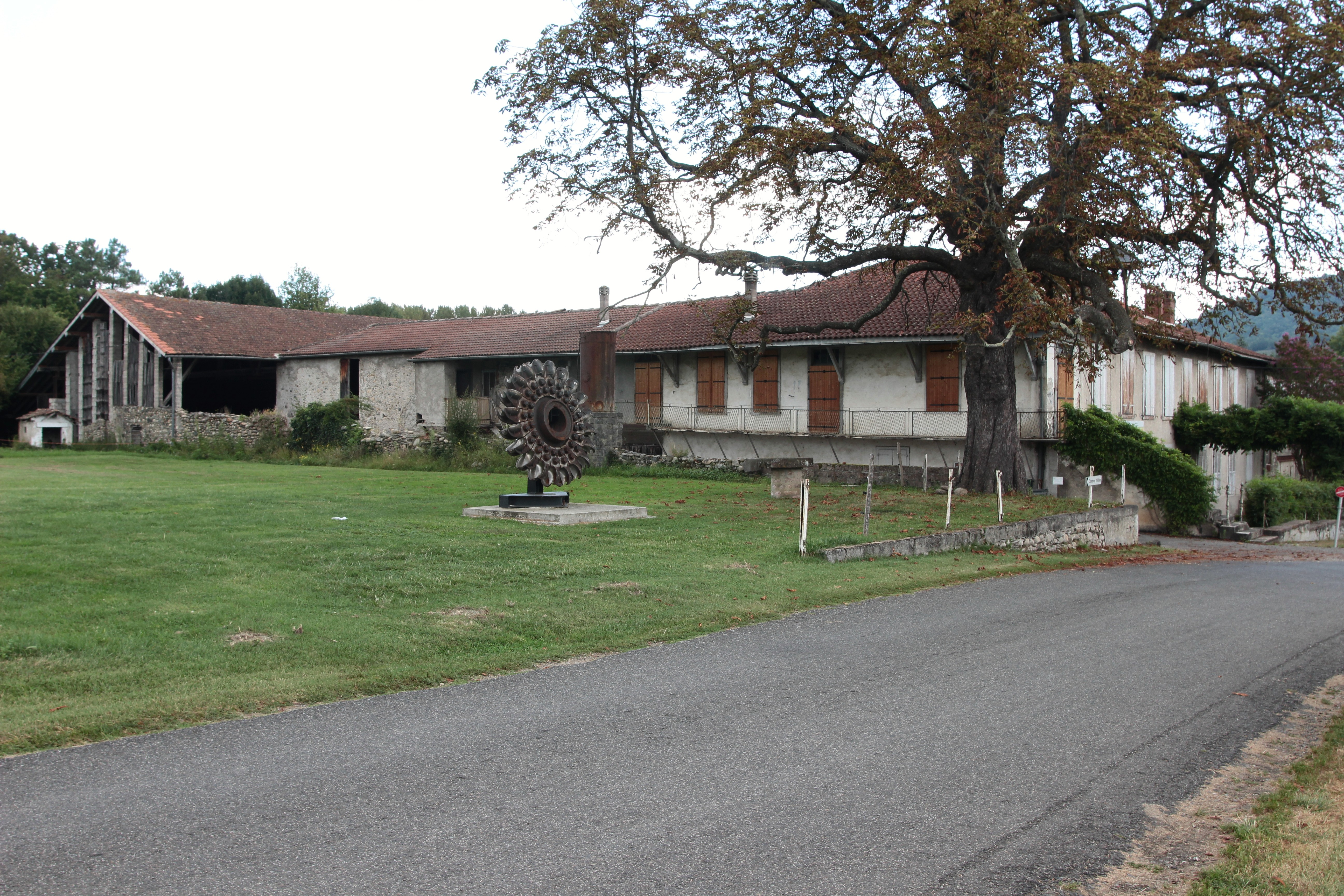
Maison natale d'Aristide Bergès.

Le lycée Aristide Bergès à Seyssinet-Pariset (Isère). Dans le cimetière de Terre-Cabade, à Toulouse, son monument funéraire, 1904, a été réalisé par le sculpteur Giuseppe Chiattone, frère d'Antonio.
L'un des bâtiments de l'Ense3 (École nationale supérieure de l'énergie, l'eau et l'environnement) porte le nom de Bergès en honneur du célèbre scientifique (anciens bâtiments de l'école d'hydraulique de Grenoble : ENSHMG).
Dans sa ville de naissance en Ariège, l'ancienne papeterie familiale et la maison adjacente ont été transformées en musée Aristide-Bergès et inscrites au titre des monuments historiques en 2007.

### Philatélie
L'administration postale française a émis un timbre à son effigie en 1972 de valeur 0,50 + 0,10 franc[réf. incomplète].

## Décorations
- Chevalier de la Légion d'honneur en 1889[16][réf. non conforme].

### Sources et bibliographie
- Louis André Aristide Bergès, une vie d'innovateur: De la papeterie à la houille blanche , Presses universitaires de Grenoble, février 2013, 368 p.,  (ISBN 978-2-7061-1783-1).
- Bertrand Gille (dir.), Histoire des techniques, Gallimard, coll. « La Pléiade », 1978  (ISBN 978-2070108817)
- Christian Sadoux, Le tramway à Grenoble : Un siècle d'histoire, Veurey, Éditions Le Dauphiné Libéré, 2007, 51 p. (ISBN 978-2-916272-18-4, BNF 44222697)